# 欧麦尔·穆赫塔尔

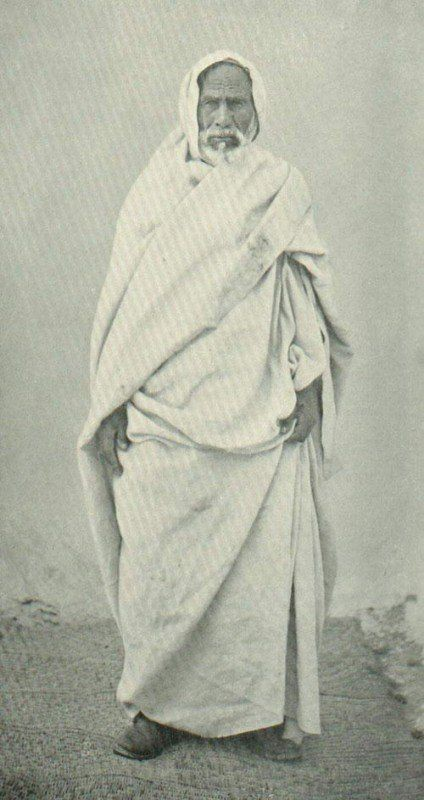

欧麦尔·穆赫塔尔（阿拉伯语：‎，1858年8月20日—1931年9月16日）利比亚独立运动之父，是利比亚的民族英雄和伊斯兰世界和阿拉伯人抵抗运动的象征。曾领导昔兰尼加的抵抗运动，反抗意大利对利比亚的殖民统治。
穆赫塔尔本职为教师，后參與塞努西运动。从1911年起，穆赫塔尔领导抵抗运动20年，1931年，73岁的穆合塔尔被意大利军队俘获后处决。因其卓越的游擊戰能力以及韌性，穆赫塔尔被稱為「沙漠雄獅」。

## 電影
為表示對穆赫塔尔的尊敬，卡達菲於1981年斥資為穆赫塔尔拍攝傳記片《沙漠雄獅》，安東尼·奎恩飾演穆赫塔爾。